# 1956 у кіно

## Події
- 23 квітня-10 травня — 9-й Каннський міжнародний кінофестиваль, Канни, Франція.
- 26 червня-9 липня — 6-й Берлінський міжнародний кінофестиваль, Західний Берлін.
- 5 липня — 1-ша церемонія нагородження премією Давид ді Донателло, Рим, Італія.
- 28 серпня-9 вересня — 17-й Венеційський міжнародний кінофестиваль, Венеція, Італія.

## Фільми

### Світове кіно
- Жервеза /  Франція
- І Бог створив жінку /  Франція

### Радянські фільми
- Карнавальна ніч

### УРСР
- Іван Франко

## Персоналії

### Народилися
- 3 січня — Мел Гібсон, австрало-американський актор, режисер, сценарист і продюсер.
- 10 січня — Щелковський Юрій Станіславович, український звукорежисер, композитор.
- 21 квітня — Підгірний Богдан Васильович, український кінооператор, журналіст.
- 22 квітня — Сумська Наталя В'ячеславівна, українська акторка та телеведуча
- 25 квітня — Домінік Блан, французька акторка театру і кіно, режисер та сценаристка.
- 1 травня — Катрін Фро, французька акторка театру і кіно.
- 3 травня — Андрейченко Наталя Едуардівна, радянська та російська акторка театру і кіно.
- 18 травня — Катрін Корсіні, французька кінорежисерка, сценаристка і акторка.
- 21 травня — Шкурин Ігор Вікторович, український актор.
- 27 травня — Джузеппе Торнаторе, італійський кінорежисер, сценарист і продюсер.
- 17 вересня — Аарон Лустіг, американський актор.
- 29 вересня — Мороз Юрій Павлович, радянський і російський кінорежисер, актор, сценарист, продюсер.
- 20 жовтня — Денні Бойл, британський кінорежисер і продюсер.
- 21 жовтня — Керрі Фішер, американська актриса, сценаристка, письменниця і продюсер.
- 27 жовтня — Вероніка Гарт, американська порноакторка, режисерка фільмів для дорослих.
- 1 грудня — Акопян Амаяк Арутюнович, радянський та російський ілюзіоніст, актор, артист цирку вірменського походження.

### Померли
- 1 січня — Хохлов Костянтин Павлович, радянський актор і режисер.
- 12 січня — Норман Керрі, американський кіноактор.
- 23 січня — Александр Корда, британський кінорежисер і продюсер, угорець за походженням.
- 26 січня — Герберт Голмс, англійський актор.
- 2 лютого — Чарлі Грейпвін, американський актор.
- 7 березня — Джон Емерсон, американський письменник, сценарист, кінорежисер, продюсер і актор.
- 13 березня — Річард Шаєр, американський сценарист.
- 18 березня — Бенджамін Глейзер, американський сценарист, продюсер, шумовик і режисер ірландського походження.
- 4 квітня:
  - Агнеса Естергазі, австрійська акторка німого кіно.
  - Ллойд Інгрехам, американський кіноактор і режисер.
- 19 квітня — Єкельчик Юрій Ізраїльович, радянський кінооператор.
- 21 квітня — Чарльз Мак-Артур, американський драматург та сценарист.
- 26 квітня — Едвард Арнольд, американський актор.
- 12 травня — Луї Келхерн, американський актор театру і кіно.
- 24 травня — Гай Кіббі, американський актор театру і кіно.
- 2 червня — Жан П'єр Герсгольт, американський актор данського походження.
- 7 липня — Братерський Микола Феліксович, радянський український актор театру і кіно.
- 16 серпня — Бела Лугоші, американський актор угорського походження.
- 19 серпня — Кертлі Вірджинія, американська акторка часів німого кіно.
- 5 вересня — Цуцунава Цецилія Ражденівна, грузинська акторка театру і кіно.
- 2 жовтня — Джордж Бенкрофт, американський актор.
- 6 листопада — Пол Келлі, американський актор театру, кіно і телебачення.
- 25 листопада — Олександр Довженко, український та радянський письменник, кінорежисер, кінодраматург, художник, класик світового кінематографу.
- 12 грудня — Евальд Андре Дюпон, німецький кінорежисер і сценарист.
- 21 грудня — Геловані Михайло Георгійович, грузинський актор театру і кіно.

## Дебюти
- Роговцева Ада Миколаївна — Кривавий світанок